# كارولين شتاينبرغ
كارولين شتاينبرغ (بالإنجليزية: Carolyn Steinberg)‏ هي ملحنة أمريكية، ولدت في 1956.

## وصلات خارجية
- كارولين شتاينبرغ على موقع ميوزك برينز (الإنجليزية)